# اچ‌ام‌اس وارویک (دی۲۵)
اچ‌ام‌اس وارویک (دی۲۵) (به انگلیسی: HMS Warwick (D25)) یک زیردریایی بود که طول آن ۳۱۲ فوت (۹۵٫۱ متر) بود. این زیردریایی در سال ۱۹۱۷ ساخته شد.